# Juan Obregón
Juan Carlos Obregón Jr., noto semplicemente come Juan Obregón (New York, 29 ottobre 1997), è un calciatore honduregno, attaccante del Westchester.

## Biografia
Juan Obregón nasce a New York, negli Stati Uniti da genitori honduregni emigrati per ragioni lavorative.

## Carriera

### Club
Obregón Jr. ha giocato per due anni al Siena Saints, squadra universitaria del Siena College di New York. Nel 2015 viene selezionato dal LIAC New York per prendere parte al Torneo di Viareggio in cui colleziona tre presenze. Durante il periodo scolastico gioca anche in PDL con il F.A. Euro per la stagione 2016 in cui colleziona complessivamente tredici presenze e mettendo a referto sette reti. Dopo il periodo scolastico, viene ingaggiato dai messicani del Necaxa, rimanendo però sempre all'interno della primavera del club e non esordendo mai in prima squadra.
Il 28 settembre 2019 viene ingaggiato dal Rio Grande Valley, club militante nella USL Championship e squadra satellite dello Houston Dynamo, club della MLS. Il giorno successivo esordisce in USL contro l'Orange County; subentrato all'84º minuto di gioco, un minuto dopo trova la prima rete da professionista sigillando così il risultato finale sul 2-0. In questa stagione gioca complessivamente quattro partite, per un totale di 88 minuti di gioco effettivi sul campo.
durante la stagione successiva viene impiegato con maggiore frequenza, riuscendo a mettere insieme tredici presenze e tre reti nell'arco della stagione.
Il 28 aprile 2021 viene ingaggiato da un'altra società militante della seconda serie statunitense, Hartford Athletic. L'esordio con il nuovo club avviene il 1º maggio contro il N.Y. Red Bulls II e vi coincide anche la prima rete con la nuova casacca, realizza infatti la rete del momentaneo 0-2 al 36º minuto di gioco del primo tempo.

### Nazionale
Obregón viene convocato nel 2017, per la prima volta in nazionale, dal CT dell'Under-20 honduregna, Carlos Tábora, per prendere parte al campionato nordamericano Under-20 in cui però non giocherà neanche un minuto.
Torna in nazionale nel 2021, venendo convocato per le qualificazioni valide per le Olimpiadi 2020. Qui gioca complessivamente cinque partite e realizza una rete importante contro gli Stati Uniti in semifinale, contribuendo alla qualificazione della propria rappresentativa per i giochi estivi.
Il 25 luglio esordisce nello scenario olimpico contro i pari età neozelandesi, match valido per la seconda partita della fase a gironi; subentrato al 71º minuto, dopo sette minuti realizza la rete del 2-2 contribuendo alla vittoria finale della sua squadra.
Nell'agosto 2024 riceve la sua prima convocazione in nazionale maggiore in vista delle sfide di Nations League contro Trinidad e Tobago e Giamaica, esordendo contro i primi il 4 settembre.

## Statistiche

### Presenze e reti nei club
Statistiche aggiornate al 31 ottobre 2021.
| Stagione                 | Squadra                  | Campionato               | Campionato | Campionato | Coppe nazionali | Coppe nazionali | Coppe nazionali | Coppe continentali | Coppe continentali | Coppe continentali | Altre coppe | Altre coppe | Altre coppe | Totale | Totale | Totale |
| Stagione                 | Squadra                  | Comp                     | Pres       | Reti       | Comp            | Pres            | Reti            | Comp               | Pres               | Reti               | Comp        | Pres        | Reti        | Pres   | Reti   |        |
| ------------------------ | ------------------------ | ------------------------ | ---------- | ---------- | --------------- | --------------- | --------------- | ------------------ | ------------------ | ------------------ | ----------- | ----------- | ----------- | ------ | ------ | ------ |
| 2016                     | F.A. Euro                | PDL                      | 13         | 7          |                 | -               | -               |                    | -                  | -                  |             | -           | -           | 13     | 7      |        |
| 2019                     | Rio Grande Valley        | USL                      | 4          | 1          |                 | -               | -               |                    | -                  | -                  |             | -           | -           | 4      | 1      |        |
| 2020                     | Rio Grande Valley        | USL                      | 13         | 3          |                 | -               | -               |                    | -                  | -                  |             | -           | -           | 13     | 3      |        |
| Totale Rio Grande Valley | Totale Rio Grande Valley | Totale Rio Grande Valley | 17         | 4          |                 | -               | -               | -                  | -                  | -                  |             | -           | -           | 17     | 4      |        |
| 2021                     | Hartford Athletic        | USL                      | 27         | 10         |                 | -               | -               |                    | -                  | -                  |             | -           | -           | 27     | 10     |        |
| Totale carriera          | Totale carriera          | Totale carriera          | 57         | 21         |                 | -               | -               | -                  | -                  | -                  |             | -           | -           | 57     | 21     |        |

### Cronologia presenze e reti in nazionale
| Cronologia completa delle presenze e delle reti in nazionale ― Honduras | Cronologia completa delle presenze e delle reti in nazionale ― Honduras | Cronologia completa delle presenze e delle reti in nazionale ― Honduras | Cronologia completa delle presenze e delle reti in nazionale ― Honduras | Cronologia completa delle presenze e delle reti in nazionale ― Honduras | Cronologia completa delle presenze e delle reti in nazionale ― Honduras | Cronologia completa delle presenze e delle reti in nazionale ― Honduras | Cronologia completa delle presenze e delle reti in nazionale ― Honduras |
| Data                                                                    | Città                                                                   | In casa                                                                 | Risultato                                                               | Ospiti                                                                  | Competizione                                                            | Reti                                                                    | Note                                                                    |
| ----------------------------------------------------------------------- | ----------------------------------------------------------------------- | ----------------------------------------------------------------------- | ----------------------------------------------------------------------- | ----------------------------------------------------------------------- | ----------------------------------------------------------------------- | ----------------------------------------------------------------------- | ----------------------------------------------------------------------- |
| 6-9-2024                                                                | Tegucigalpa                                                             | Honduras                                                                | 4 – 0                                                                   | Trinidad e Tobago                                                       | CONCACAF Nations League 2024-2025 - 1º turno                            | -                                                                       | 81’                                                                     |
| 19-11-2024                                                              | Toluca                                                                  | Messico                                                                 | 4 – 0                                                                   | Honduras                                                                | CONCACAF Nations League 2024-2025 - Quarti di finale                    | -                                                                       | 46’ 77’                                                                 |
| Totale                                                                  |                                                                         | Presenze                                                                | 2                                                                       |                                                                         | Reti                                                                    | 0                                                                       |                                                                         |

| Cronologia completa delle presenze e delle reti in nazionale ― Honduras olimpica | Cronologia completa delle presenze e delle reti in nazionale ― Honduras olimpica | Cronologia completa delle presenze e delle reti in nazionale ― Honduras olimpica | Cronologia completa delle presenze e delle reti in nazionale ― Honduras olimpica | Cronologia completa delle presenze e delle reti in nazionale ― Honduras olimpica | Cronologia completa delle presenze e delle reti in nazionale ― Honduras olimpica | Cronologia completa delle presenze e delle reti in nazionale ― Honduras olimpica | Cronologia completa delle presenze e delle reti in nazionale ― Honduras olimpica |
| Data                                                                             | Città                                                                            | In casa                                                                          | Risultato                                                                        | Ospiti                                                                           | Competizione                                                                     | Reti                                                                             | Note                                                                             |
| -------------------------------------------------------------------------------- | -------------------------------------------------------------------------------- | -------------------------------------------------------------------------------- | -------------------------------------------------------------------------------- | -------------------------------------------------------------------------------- | -------------------------------------------------------------------------------- | -------------------------------------------------------------------------------- | -------------------------------------------------------------------------------- |
| 25-7-2021                                                                        | Kashima                                                                          | Nuova Zelanda                                                                    | 2 – 3                                                                            | Honduras                                                                         | Olimpiadi 2020 - 1º turno                                                        | 1                                                                                | 71’                                                                              |
| Totale                                                                           |                                                                                  | Presenze                                                                         | 1                                                                                |                                                                                  | Reti                                                                             | 1                                                                                |                                                                                  |

| Cronologia completa delle presenze e delle reti in nazionale ― Honduras under 23 | Cronologia completa delle presenze e delle reti in nazionale ― Honduras under 23 | Cronologia completa delle presenze e delle reti in nazionale ― Honduras under 23 | Cronologia completa delle presenze e delle reti in nazionale ― Honduras under 23 | Cronologia completa delle presenze e delle reti in nazionale ― Honduras under 23 | Cronologia completa delle presenze e delle reti in nazionale ― Honduras under 23 | Cronologia completa delle presenze e delle reti in nazionale ― Honduras under 23 | Cronologia completa delle presenze e delle reti in nazionale ― Honduras under 23 |
| Data                                                                             | Città                                                                            | In casa                                                                          | Risultato                                                                        | Ospiti                                                                           | Competizione                                                                     | Reti                                                                             | Note                                                                             |
| -------------------------------------------------------------------------------- | -------------------------------------------------------------------------------- | -------------------------------------------------------------------------------- | -------------------------------------------------------------------------------- | -------------------------------------------------------------------------------- | -------------------------------------------------------------------------------- | -------------------------------------------------------------------------------- | -------------------------------------------------------------------------------- |
| 19-3-2021                                                                        | Guadalajara                                                                      | Honduras under 23                                                                | 3 – 0                                                                            | Haiti under 23                                                                   | Torneo preolimpico CONCACAF                                                      | -                                                                                | 46’                                                                              |
| 23-3-2021                                                                        | Zapopan                                                                          | El Salvador under 23                                                             | 1 – 1                                                                            | Honduras under 23                                                                | Torneo preolimpico CONCACAF                                                      | -                                                                                | 74’                                                                              |
| 26-3-2021                                                                        | Guadalajara                                                                      | Honduras under 23                                                                | 1 – 1                                                                            | Canada under 23                                                                  | Torneo preolimpico CONCACAF                                                      | -                                                                                |                                                                                  |
| 29-3-2021                                                                        | Guadalajara                                                                      | Honduras under 23                                                                | 2 – 1                                                                            | Stati Uniti under 23                                                             | Torneo preolimpico CONCACAF                                                      | 1                                                                                | 80’                                                                              |
| 31-3-2021                                                                        | Zapopan                                                                          | Honduras under 23                                                                | 1 – 2                                                                            | Messico under 23                                                                 | Torneo preolimpico CONCACAF                                                      | -                                                                                | 82’                                                                              |
| 12-7-2021                                                                        | Osaka                                                                            | Giappone under 23                                                                | 3 – 1                                                                            | Honduras under 23                                                                | Amichevole                                                                       | -                                                                                | 46’                                                                              |
| Totale                                                                           |                                                                                  | Presenze                                                                         | 6                                                                                |                                                                                  | Reti                                                                             | 1                                                                                |                                                                                  |